# 博多七流
博多七流（はかたしちながれ、はかたななながれ）とは、博多祇園山笠を奉納する、千代流・恵比須流・土居流・大黒流・東流・中洲流・西流の7つの流を指す総称である。
なお「博多七流」と呼ぶ際に、現在山笠を奉納しない福神流は含まれない。

## 博多七流の変化
かつての博多七流は、市小路流（呉服町流）・東町流（東流）・洲崎町流（大黒流）・西町流（西流）・石堂流（恵比須流）・土居流・魚町流（福神流）であった。
幕末には10流になり、その後更に増え最盛期には15流となるが、現在は、千代流・恵比須流・土居流・大黒流・東流・中洲流・西流の7流となる。現在、山笠を奉納しない福神流を加えると8流になる。

## 博多松囃子の流
博多松囃子は、福神流・恵比須流・大黒流が行う。それに加え稚児流を東流・西流が交代で行う。
千代流・土居流・中洲流は博多松囃子には参加しない。